# حبيل الرادع (الملاح)

تعديل مصدري - تعديل

حبيل الرادع هي إحدى قرى عزلة الملاح بمديرية الملاح التابعة لمحافظة لحج، بلغ تعداد سكانها 56 نسمة حسب تعداد اليمن لعام 2004.